# Bataille de Degsastan
La bataille de Degsastan ou de Degastan oppose les rois Ethelfrith de Bernicie et Áedan mac Gabráin de Dal Riada, qui a envahi le royaume d'Ethelfrith. Bède le Vénérable date la bataille de 603, et indique que malgré l'infériorité numérique des Northumbriens et la mort de Théodbald, frère d'Ethelfrith, avec la majeure partie de ses forces, Áedan est vaincu et forcé de fuir. Le manuscrit E de la Chronique anglo-saxonne, qui donne la même année que Bède, précise que Hering, fils du roi Hussa de Bernicie (le prédécesseur d'Ethelfrith), combat aux côtés d'Áedan, ce qui implique peut-être des querelles dynastiques au sein de la lignée bernicienne.
L'emplacement de Degsastan (Theakstone dans la Chronique anglo-saxonne) est inconnu.